# Adhémar Esmein

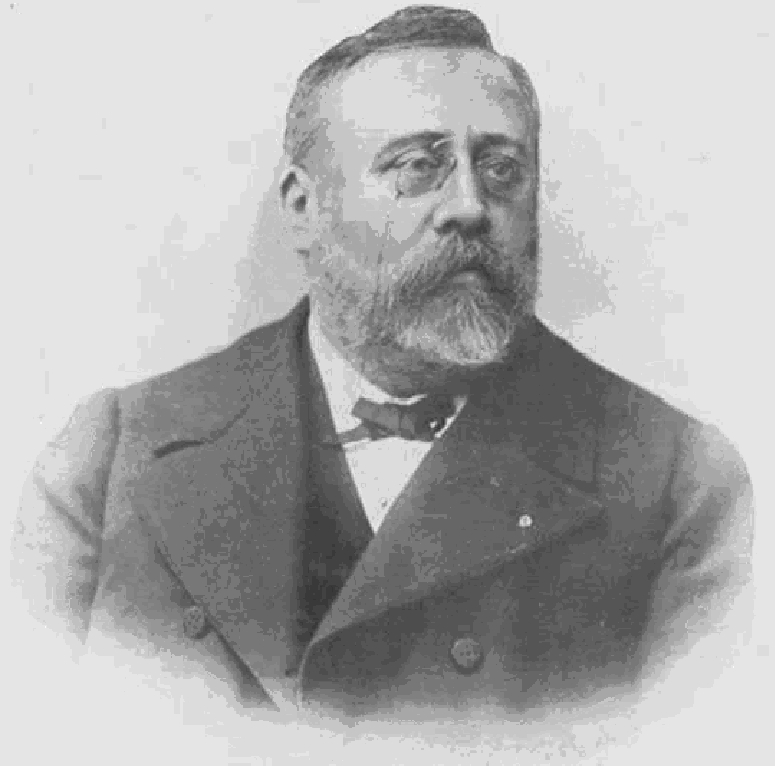
Adhémar Esmein

Adhémar Esmein, född 1 februari 1848, död 20 juli 1913, var en fransk rättshistoriker.
Esmein blev 1891 professor i Paris i rättshistoria, från 1901 i parlamentarisk och lagstiftningshistoria, samt 1904 ledamot av Institut de France. Esmein har inlagt stora förtjänster både som författare och som medutgivare av Nouvelle revue historique de droit français et étranger. Esmein utgav bland annat Le mariage en droit canonique.